# Shun Satō
Shun Satō (jap. 佐藤駿 Satō Shun; ur. 6 lutego 2004 w Sendai) – japoński łyżwiarz figurowy, startujący w konkurencji solistów. Brązowy medalista czterech kontynentów (2023), brązowy medalista finału Grand Prix (2024), zwycięzca finału cyklu Junior Grand Prix (2019), dwukrotny srebrny medalista mistrzostw Japonii juniorów (2019, 2020)

## Osiągnięcia
| Zawody                                | 13–14          | 14–15          | 15–16          | 16–17          | 17–18          | 18–19          | 19–20          | 20–21          | 21–22          | 22–23          | 23–24          | 24–25          |                |                |                |                |                |                |
| Międzynarodowe                        | Międzynarodowe | Międzynarodowe | Międzynarodowe | Międzynarodowe | Międzynarodowe | Międzynarodowe | Międzynarodowe | Międzynarodowe | Międzynarodowe | Międzynarodowe | Międzynarodowe | Międzynarodowe | Międzynarodowe | Międzynarodowe | Międzynarodowe | Międzynarodowe | Międzynarodowe | Międzynarodowe |
| ------------------------------------- | -------------- | -------------- | -------------- | -------------- | -------------- | -------------- | -------------- | -------------- | -------------- | -------------- | -------------- | -------------- | -------------- | -------------- | -------------- | -------------- | -------------- | -------------- |
| Mistrzostwa czterech kontynentów      |                |                |                |                |                |                |                |                |                | 3              | 3              |                |                |                |                |                |                |                |
| GP Finał Grand Prix                   |                |                |                |                |                |                |                |                |                | 4              |                | 3              |                |                |                |                |                |                |
| GP Cup of China                       |                |                |                |                |                |                |                |                |                |                |                | 1              |                |                |                |                |                |                |
| GP Grand Prix Espoo                   |                |                |                |                |                |                |                |                |                | 2              | 2              |                |                |                |                |                |                |                |
| GP Internationaux de France           |                |                |                |                |                |                |                |                | 2              |                |                |                |                |                |                |                |                |                |
| GP MK John Wilson Trophy              |                |                |                |                |                |                |                |                |                | 3              |                |                |                |                |                |                |                |                |
| GP NHK Trophy                         |                |                |                |                |                |                |                | 5              |                |                |                |                |                |                |                |                |                |                |
| GP Skate America                      |                |                |                |                |                |                |                |                | 4              |                | 3              |                |                |                |                |                |                |                |
| GP Skate Canada International         |                |                |                |                |                |                |                |                |                |                |                | 2              |                |                |                |                |                |                |
| CS Asian Open Trophy                  |                |                |                |                |                |                |                |                | 2              |                |                |                |                |                |                |                |                |                |
| CS Finlandia Trophy                   |                |                |                |                |                |                |                |                |                |                | 2              |                |                |                |                |                |                |                |
| CS Lombardia Trophy                   |                |                |                |                |                |                |                |                |                |                |                | 3              |                |                |                |                |                |                |
| Bavarian Open                         |                |                |                |                |                |                | 1              |                |                |                |                |                |                |                |                |                |                |                |
| Zimowa uniwersajda                    |                |                |                |                |                |                |                |                |                | 5              |                |                |                |                |                |                |                |                |
| Międzynarodowe: Kategorie młodzieżowe |                |                |                |                |                |                |                |                |                |                |                |                |                |                |                |                |                |                |
| Mistrzostwa świata juniorów           |                |                |                |                |                |                | 6              |                | WD             |                |                |                |                |                |                |                |                |                |
| JGP Finał                             |                |                |                |                |                |                | 1              |                |                |                |                |                |                |                |                |                |                |                |
| JGP w Chorwacji                       |                |                |                |                |                |                | 3              |                |                |                |                |                |                |                |                |                |                |                |
| JGP w Stanach Zjednoczonych           |                |                |                |                |                |                | 1              |                |                |                |                |                |                |                |                |                |                |                |
| International Challenge Cup           |                |                |                |                |                | 1 J            |                |                |                |                |                |                |                |                |                |                |                |                |
| Asian Open Trophy                     |                |                |                | 1 A            |                |                |                |                |                |                |                |                |                |                |                |                |                |                |
| Bavarian Open                         |                |                |                | 3 A            | 2 J            |                |                |                |                |                |                |                |                |                |                |                |                |                |
| Egna Trophy                           |                | 2 A            |                |                |                |                |                |                |                |                |                |                |                |                |                |                |                |                |
| Krajowe                               |                |                |                |                |                |                |                |                |                |                |                |                |                |                |                |                |                |                |
| Mistrzostwa Japonii                   |                |                |                |                | 16             | 12             | 5              | 5              | 7              | 4              | 5              | 7              |                |                |                |                |                |                |
| Mistrzostwa Japonii juniorów          |                |                | 15             | 15             | 6              | 2              | 2              |                |                |                |                |                |                |                |                |                |                |                |
| Mistrzostwa Japonii novice            | 1 B            | 1 B            | 1 A            | 1 A            |                |                |                |                |                |                |                |                |                |                |                |                |                |                |

## Rekordy świata
Od sezonu 2018/2019
| Kat.                                        | Data                                   | Punkty                                 | Zawody                                 | Uwagi                                                                                          |                                        |
| Rekordy świata w nocie łącznej (GOE±5)      | Rekordy świata w nocie łącznej (GOE±5) | Rekordy świata w nocie łącznej (GOE±5) | Rekordy świata w nocie łącznej (GOE±5) | Rekordy świata w nocie łącznej (GOE±5)                                                         | Rekordy świata w nocie łącznej (GOE±5) |
| ------------------------------------------- | -------------------------------------- | -------------------------------------- | -------------------------------------- | ---------------------------------------------------------------------------------------------- | -------------------------------------- |
| JWR                                         | 7 grudnia 2019                         | 255,11                                 | Finał Junior Grand Prix 2019           | Rekord został pobity przez Ilia Malinin podczas mistrzostwa świata juniorów 2022 (276,11 pkt.) |                                        |
| Rekordy świata w programie dowolnym (GOE±5) |                                        |                                        |                                        |                                                                                                |                                        |
| JWR                                         | 7 grudnia 2019                         | 177,86                                 | Finał Junior Grand Prix 2019           | Rekord został pobity przez Ilia Malinin podczas mistrzostwa świata juniorów 2022 (187,12 pkt.) |                                        |

## Programy
| Sezon   | Program krótki (SP) | Program dowolny (FS) | Pokazy mistrzów                                                                         |
| ------- | --- | --- | --------------------------------------------------------------------------------------- |
| 2021–22 | - Cztery pory roku: Lato – Antonio Vivaldi                                                                                        | - The Point of No Return (z musicalu Upiór w operze) – Andrew Lloyd Webber - Masquerade (z musicalu Upiór w operze) – Andrew Lloyd Webber - Phantasia – Julian Lloyd Webber, Geoffry Alexander |                                                                                         |
| 2020–21 | - Piraci z Karaibów medley – Klaus Badelt, Hans Zimmer - To the Pirate's Cave - Skull and Crossbones choreografia: Benoît Richaud | - Audiomachine medley – Audiomachine - Battle of the Kings - House of Cards - Danuvius - Guardian at the Gate choreografia: Benoît Richaud                                                     | - Headlight – MONKEY MAJIK choreografia: Keiko Asano                                    |
| 2019–20 | - Arrivée des Camionneurs (z musicalu Panienki z Rochefort) – Michel Legrand choreografia: Misao Satō                             | - Romeo i Julia – Nino Rota choreografia: Masahiro Kawagoe | - Wesołych świąt, pułkowniku Lawrence – Ryūichi Sakamoto choreografia: Masahiro Kawagoe |
| 2018–19 | - Wesołych świąt, pułkowniku Lawrence – Ryūichi Sakamoto choreografia: Masahiro Kawagoe                                           | - Malagueña – Ernesto Lecuona choreografia: Misao Satō |                                                                                         |
| 2017–18 | - New York, New York – John Kander                                                                                                | - Koncert fortepianowy Griega – Edvard Grieg |                                                                                         |